# ペーター・ヴァイス
ペーター・ウルリヒ・ヴァイス（Peter Ulrich Weiss、1916年11月8日 - 1982年5月10日）は、ドイツ出身の小説家、劇作家、美術作家、グラフィックデザイナー。
ユダヤ人の家系に生まれ、ナチス政権下にスウェーデンに亡命、以後ストックホルムで暮らした。小説のほか記録演劇の分野でも活躍。スウェーデン共産党のメンバーでもあり、1960年代後半から作品の政治色が強まっていった。ストリンドベリの翻訳家としても知られる。

## 生涯
ベルリン近郊のノイバベルスベルクに生まれる。父はハンガリー出身のユダヤ人（ただし国籍はチェコ）で大きな織物商を営んでおり、母はスイス人の女優である。少年時代はブレーメンとベルリンで過ごす。学校に慣れず、親に隠れて童話や神話を耽読するような子供であった。1934年、ナチスの迫害を逃れて一家でロンドンに亡命、1936年チェコのプラハに移り、ここで2年間美術学校に通った。1939年、ナチスによるチェコ併合の動きが高まったためスウェーデンに移住。約2年間父親の工場で働いた後、1940年に両親の元を去り単身ストックホルムに出る。1945年、スウェーデン国籍を取得。
ストックホルムでは織物デザイナーや画学校の教師などの仕事をし、画家としてコラージュの制作に専念した。1950年代からは青少年犯罪に関する記録映画なども手がけている。また作家としてスウェーデン語による小説や評論も書いていたが、1948年にそれを断念し、ドイツ語による創作を始めた。1952年に『御者の体の影』を完成させ、この作品が1960年代にドイツの文壇に登場するきっかけとなった。
『御者の体の影』は、ヴァイス自身が「ミクロ・ロマーン（微細小説）」と名づけた通り、片田舎の旅館に寝起きする人々の行動を不自然なまでに詳細に描写した、アンチロマン風の前衛的な作品であった。当初はどの書店も出版を拒否したが、8年後にようやく、47年グループの中心的存在であった批評家ヴァルター・ヘレラーの目に留まり出版までこぎつけた。初版はわずか1000部の限定出版ではあったが一部の文学者から高い評価を受け、ドイツ文壇における前衛文学の担い手として注目を浴びることになった。なおこの作品にはヴァイス自身の手によるコラージュ作品7枚が挿入されている。
続く『両親との別れ』（1961年）『消点』（1962年）は自伝小説であり、自身の生い立ちや読書遍歴、創作への決意などを詳細に記した。ヴァイスの名声を決定的にしたのは、1964年に西ベルリンのシラー劇場で初演された戯曲『サド侯爵の指導のもとにシャラントン精神病院の演劇グループによって演じられたジャン・ポール・マラーの迫害と暗殺』である。作品の舞台はナポレオン・ボナパルト皇帝下の1808年であり、シャラントンの精神病院に患者として送られたマルキ・ド・サドが、他の患者を指導してフランス革命時に起きたシャルロット・コルデーによるマラーの暗殺を演劇で再現する、というもので、この劇中劇にはサド自身もサドその人の役で登場する。このような複雑な構成を取る事によって、ヴァイスは絶対的個人主義者としてのサドと、ブルジョワジーを弾劾する社会主義革命家としてのマラーを批評的に対置して見せたのである。この作品は西ドイツではサドを肯定的に見せる演出がなされ、東ドイツでは逆にマラーを肯定的に取る演出がなされていたが、ヴァイス自身はマラーの立場の思想的優位を明言していた。
ヴァイスは1963年12月から1965年8月まで行なわれたフランクフルトのアウシュビッツ裁判を熱心に傍聴し、同年10月にこの裁判を題材にした戯曲『追究』を発表、東西ドイツ16ヵ所の劇場でいっせいに上演され非常に大きな反響を呼んだ。ヴァイスはこの作品の意義を「ユダヤ人虐殺に果たしたドイツ大企業の役割」をあつかうことにあるとしており、事実の証言を感情を交えずに描きながら、作品において収容所と資本主義の結びつきを明確に描き出した。
ヴァイスの最大の作品は1000ページにおよぶ3部作『抵抗の美学』（1975年-1981年）である。この作品はヴァイス自身の人生を基にしながら、ナチス政権時代の共産主義・反ファシズム内部の対立を描いたものであり、ここでヴァイスは左派政策の失敗や矛盾を描き、無政府主義に作品上の重要な役割を与えるという思想的転換を見せている。この作品は1980年代-1990年代ドイツの労働組合や左派グループにおいて盛んに議論の的となった。
ヴァイスは生涯において3度女性と結婚している。1970年代からは心臓病の発作に苦しみ、1982年ストックホルムにて死去した。死後にゲオルク・ビュヒナー賞が与えられた。

## 著作

### 小説
- 無宿者（Der Vogelfreie、1948年）
- 決闘（Duellen、1951年）
- 御者の体の影（Der Schatten des Körpers des Kutschers、1952年）
- 状況（Situationen、1956年）
- 両親との別れ（Abschied von den Eltern、1960年）
- 消点（Fluchtpunkt、1961年）
- 歩いている三人の会話（Das Gespräch der drei Gehenden、1962年）
- 抵抗の美学（Die Ästhetik des Widerstands、1975年-1981年）

### 戯曲
- 塔（Rotundan、1949年）
- 保証（Försäkringen、1952年）
- 客人の来る夜（Nacht mit Gästen、1963年）
- サド侯爵の指導のもとにシャラントン精神病院の演劇グループによって演じられたジャン・ポール・マラーの迫害と暗殺（Die Verfolgung und Ermordung Jean Paul Marats dargestellt durch die Schauspielgruppe des Hospizes zu Charenton unter Anleitung des Herrn de Sade、1963年） - 通称『マラー/サド』
- モッキンポット氏はいかにして自身の苦悩を追い払ったか（Wie dem Herrn Mockinpott das Leiden ausgetrieben wird、1963年）
- 追究（Die Ermittlung、1964年）
- ルシタニアの案山子の歌（Gesang vom lusitanischen Popanz、1967年）
- 被抑圧者の抑圧者に対する武力闘争の必然性の実例としてのベトナムにおける長期にわたる解放戦争の前史と過程ならびに革命の基礎を根絶せんとするアメリカ合衆国の試みについての討論（Diskurs uber die Vorgeschichte und den Verlauf des lang andauernden Befreiungskrieges in Viet Nam als Beispiel für die Notwendigkeit des bewaffneten Kampfes der Unterdrückten gegen ihre Unterdrücker sowie uber die Versuche der Vereinigten Staaten von Amerika die Grundlagen der Revolution zu vernichten、1968年） - 通称『ベトナム討論』
- 亡命のトロツキー（Trotzki im Exil、1969年）
- ヘルダリーン（Hölderlin 、1971年）
- 審判（Der Prozess、1974年） - カフカの『審判』の翻案
- 新たなる審判（Der neue Prozess、1982年）

## 日本語訳
- 御者の体の影/消点（『ドイツの文学 第11巻 ペーターヴァイス』所収、 渡辺健、藤本淳雄訳、1966年、三修社）
- 追究（岩淵達治訳、1966年、白水社）
- マラーの迫害と暗殺（岩淵達治、内垣啓一訳、1967年、白水社）
- ベトナム討論（岩淵達治訳、1968年、白水社）
- 両親との別れ（柏原兵三訳、1970年、河出書房新社）
- 亡命のトロツキー（岩淵達治訳、1970年、白水社）
- ヘルダリーン（岩淵達治訳、1972年、白水社）
- 決闘/歩いている三人の会話（藤川芳朗、飯吉光夫訳、1976年、白水社）
- 敗れた者たち（飯吉光夫訳、1982年、筑摩書房）